# Mallobathra crataea
Mallobathra crataea är en fjärilsart som beskrevs av Edward Meyrick 1888. Mallobathra crataea ingår i släktet Mallobathra och familjen säckspinnare. Inga underarter finns listade i Catalogue of Life.